# 蘭金 (德克薩斯州)
蘭金（英語：Rankin）是一個位於美國德克薩斯州阿普頓縣的城市。根據2010年美國人口普查，該地共人口778人，而該地的面積約為2.80平方千米。同時該地也是阿普頓縣的縣治。

## 地理
蘭金的座標為31°13′28″N 101°56′27″W / 31.22444°N 101.94083°W，而該地的平均海拔高度為767米（即2516英尺）。